# 坎达王国

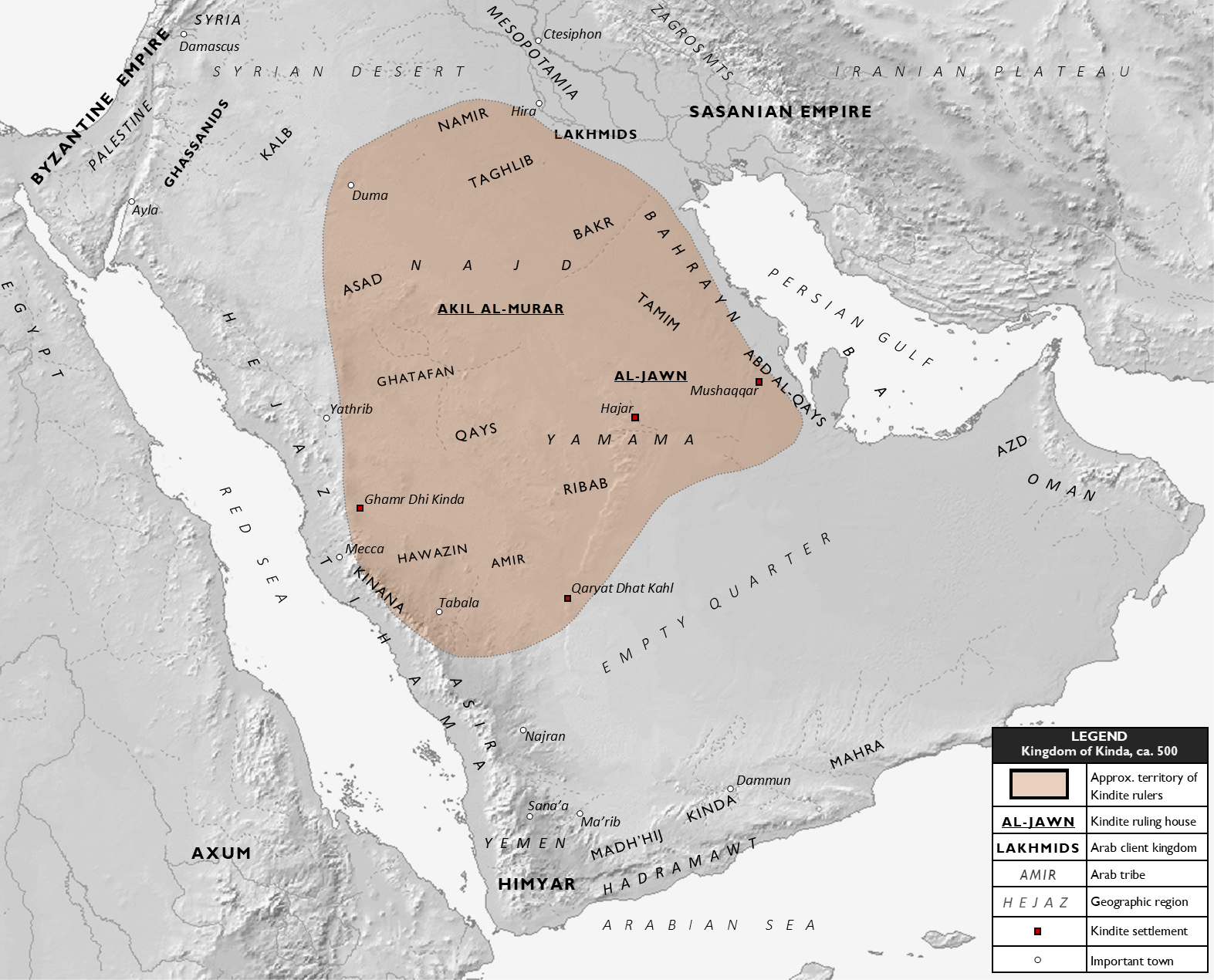
坎达王国

坎达王国又称金达王国，是指约公元前200年至公元525年间阿拉伯半島上的一個政权，也是已知第一個阿拉伯君主國。該王國大致位於現今的沙特阿拉伯境內。坎达王国後來陷入分裂。